# Agaricia lamarcki
Agaricia lamarcki là một loài san hô trong họ Agariciidae. Loài này được Milne Edwards & Haime mô tả khoa học năm 1851.